# Stojanovo gymnázium
Stojanovo gymnázium na Velehradě je katolické gymnázium, které se nachází v prostorách Velehradského kláštera. Škola poskytuje všeobecné čtyřleté gymnaziální vzdělání, součástí povinné výuky jsou latina a náboženství a žáci jsou vychováváni v křesťanském duchu. Nedílnou součástí školy je Domov mládeže.
Při škole působí Pěvecký sbor Stojanova gymnázia, který se soustředí na interpretaci duchovní hudby. Jeho sbormistrem je Filip Macek. V roce 2017 získal zlaté pásmo na XXVIII. ročníku festivalu Chorus Inside Advent v Římě.
V současné době je na gymnáziu 8 tříd a to až 2 v každém ročníku. Mezi povinné předměty patří také náboženská výchova s časovou dotací 1 až 2 vyučovací hodiny týdně. 

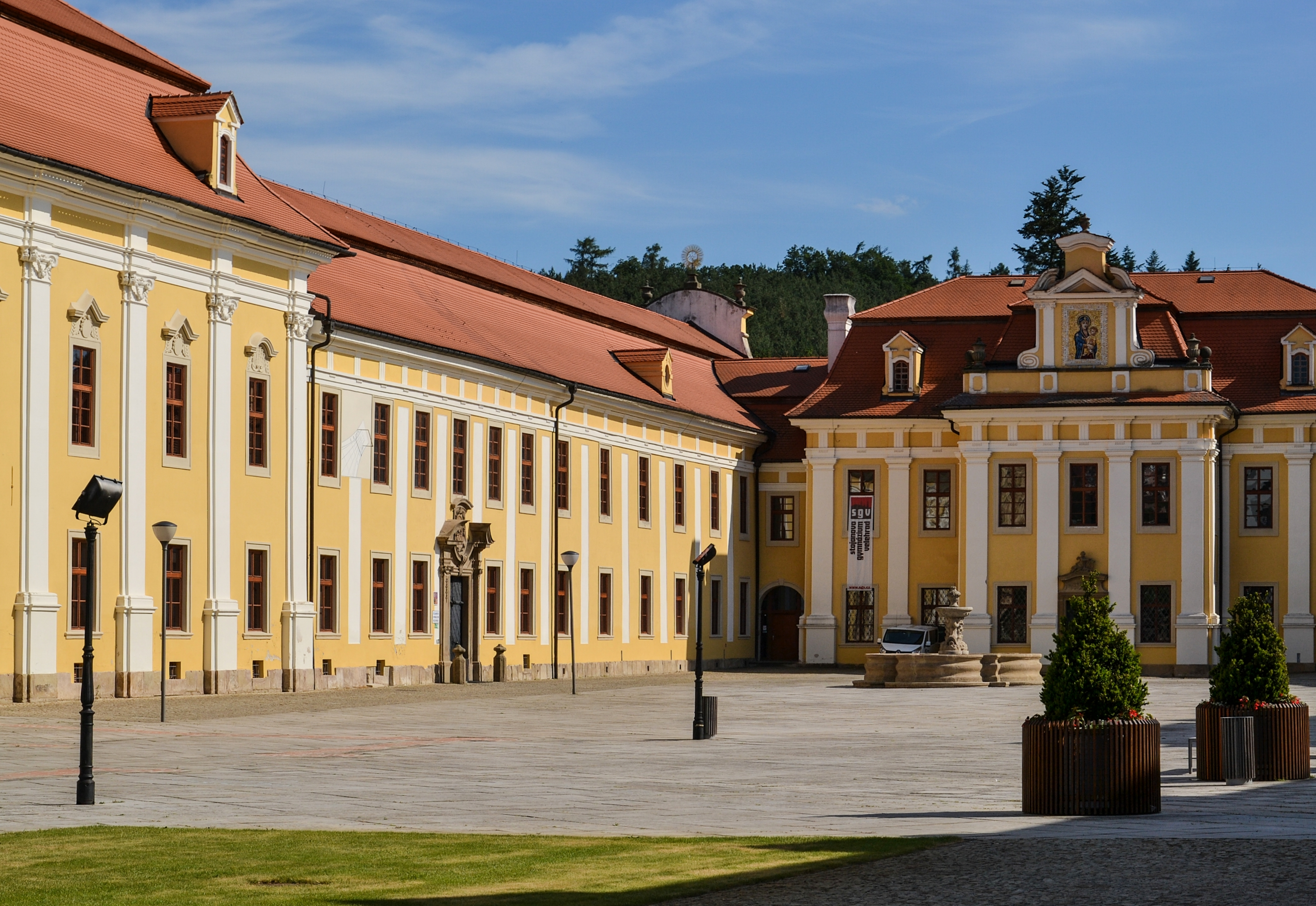
Stojanovo gymnázium

## Historie
Stojanovo gymnázium na Velehradě založil v roce 2001 olomoucký arcibiskup Jan Graubner, první studenti na škole zahájili studium v roce 2004. Škola navazuje na jezuitskou papežskou kolej a s ní spojené řádové gymnázium, násilně zrušené v roce 1950 při tzv. Akci K.

## Slavné osobnosti gymnázia

### Do roku 1950
- Antonín Cyril Stojan (1851–1923), arcibiskup olomoucký a metropolita moravský

Žáci
- Josef Cukr[2]

### Po roce 2001
Učitelé
- Filip Macek – hudebník a pedagog